# آرامگاه شیخ صفی‌الدین اردبیلی
آرامگاه شیخ صفی‌الدین اردبیلی یکی از مکان‌های تاریخی و باستانی شهر اردبیل در شمال باختری ایران و از آثار ثبت‌شدهٔ ایران در فهرست میراث جهانی یونسکو است.
در این مکان علاوه‌بر آرامگاه شیخ صفی‌الدین اردبیلی، مقبره‌های شاه اسماعیل یکم (نخستین پادشاه صفوی) و مادر شاه اسماعیل (دختر اوزون حسن آق‌قویونلو) و نیز برخی از مشایخ و صاحب‌منصبان دوران صفوی و نیز جان‌باختگان ایرانی جنگ چالدران، قرار دارد. از دیگر بخش‌های این مجموعه چینی‌خانه، مسجد، جنت‌سرا، خانقاه، چله‌خانه، شهیدگاه و چراغ‌خانه است.

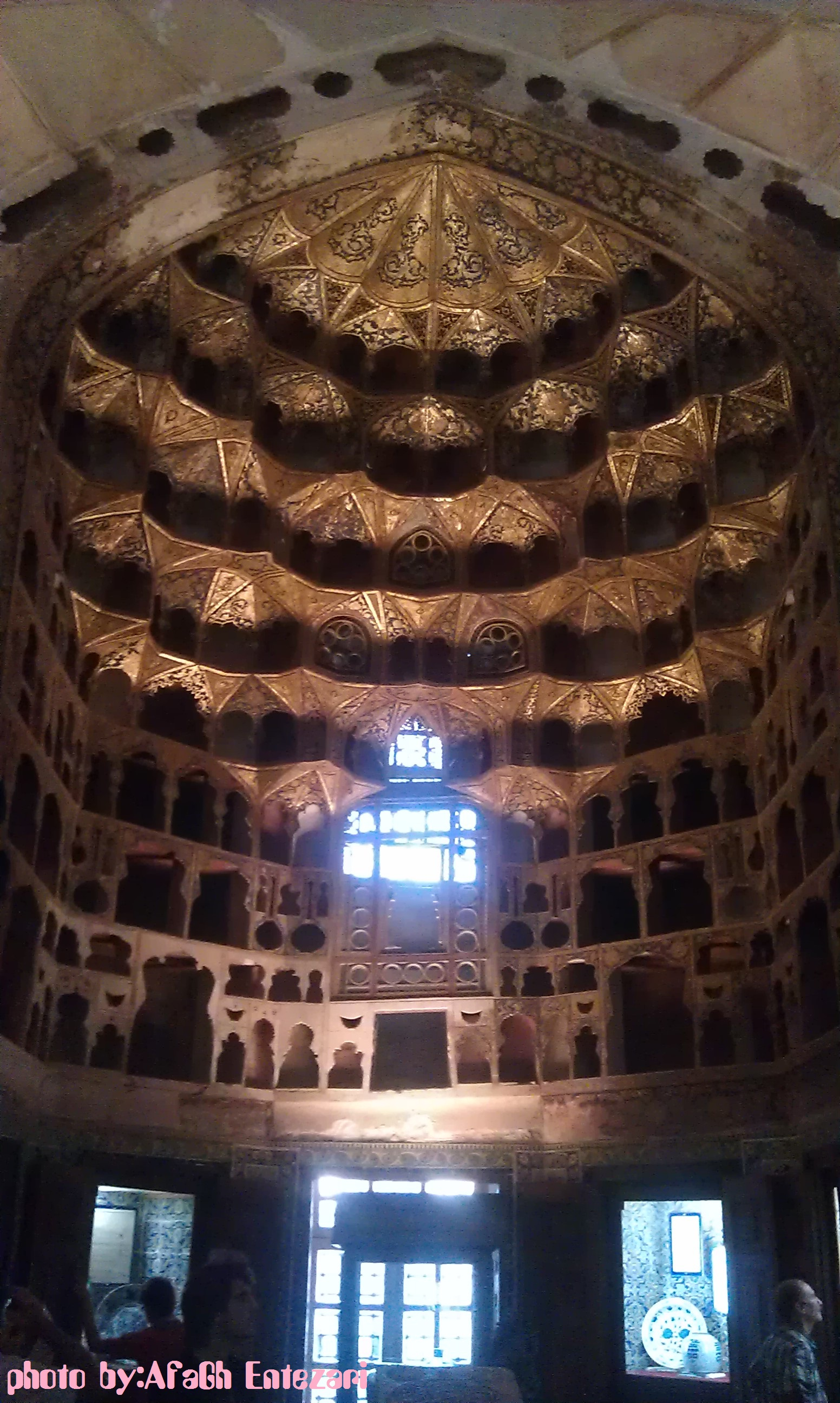
چینی‌خانه

## بقعهٔ شیخ صفی‌الدین اردبیلی

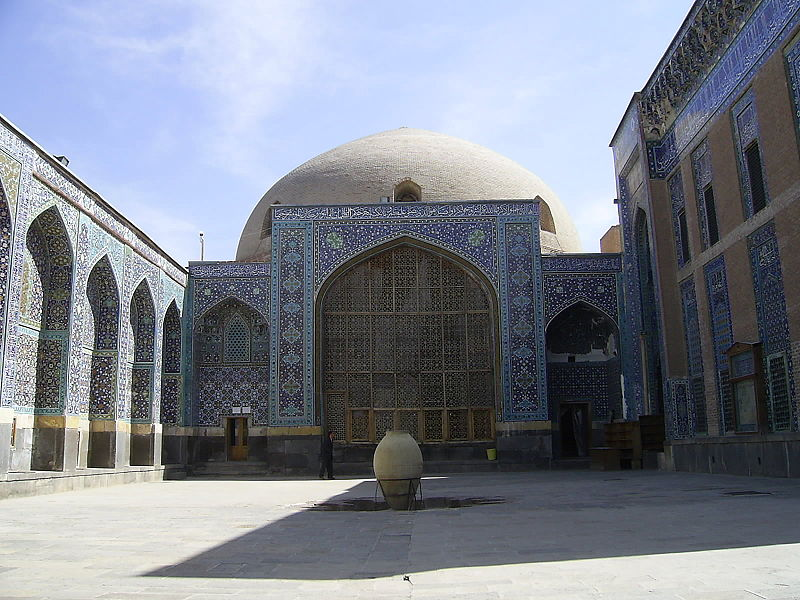
بقعهٔ شیخ صفی‌الدین اردبیلی

منزل و خانقاه شیخ صفی در همین مکان قرار دارد، و طبق وصیّت شیخ، پیکر او را در اتاقی جنب خلوت‌خانه و باغچه و حوض‌خانه دفن کردند و بر قبر او بنایی ایجاد کردند تا علاوه‌بر مقبرهٔ شیخ صفی و مرقد شاه اسماعیل اول - آرامگاه‌های دیگری از شاه‌زادگان صفوی و فرزندان وی را در این بقعه و محل شهیدگاه قرار دهند. به‌گفتهٔ بیوک جامعی، مجموعهٔ نفیس بقعهٔ شیخ صفی‌الدین به‌نام عارف نامدار شیخ صفی‌الدین اردبیلی جد سلاطین دودمان صفویان، در سال ۷۳۵ ه‍.ق به‌دست فرزند وی صدرالدین موسی بنا شد. پس از شروع حکومت صفویه، به‌سبب ارادت شاهان صفوی به جد خود، واحدهای مختلفی به این مجموعه اضافه شد. در دورهٔ شاه عباس یکم و از آن‌جا که وی ارادت فراوانی به شیخ صفی‌الدین داشت و بسیار به زیارت مقبرهٔ وی می‌رفت، برای تکمیل و تزئین این اثر، کارهای فراوانی صورت گرفت. در عصر صفوی، بقعهٔ شیخ با حضور استادان بزرگ عهد صفوی چنان به زیور آراسته شد که همچنان پس از گذشت چندین قرن به‌عنوان یکی از مفاخر تاریخی و فرهنگی ایران به‌شمار می‌آید.
یکی از موارد منحصربه‌فرد این مجموعه این است که این بقعه حاوی ده‌ها اثر در مضامین مختلف رشته‌های هنری است که از آن جمله می‌توان به کاشی‌کاری معرق و مقرنس و کتیبه‌های گچ‌بری‌شده و خط خطاطان بزرگ دورهٔ صفوی (میرعماد، میرقوام‌الدین، محمد اسماعیل و…) منبت‌کاری، نقره‌کاری، تذهیب و طلاکاری، نقاشی و تنگ‌بری اشاره کرد. این اثر همچنین از معماری ویژه‌ای برخوردار است.
در جریان جنگ‌های ایران و روسیه در دورهٔ قاجار و سقوط اردبیل، نسخ خطی کتابخانهٔ شیخ صفی‌الدین اردبیلی توسط روس‌ها به غارت رفت. هم‌اکنون آن نسخ در موزهٔ سن پترزبورگ در روسیه نگهداری می‌شوند. این بنای تاریخی در محلهٔ عالی‌قاپو است.

## وضعیت کنونی

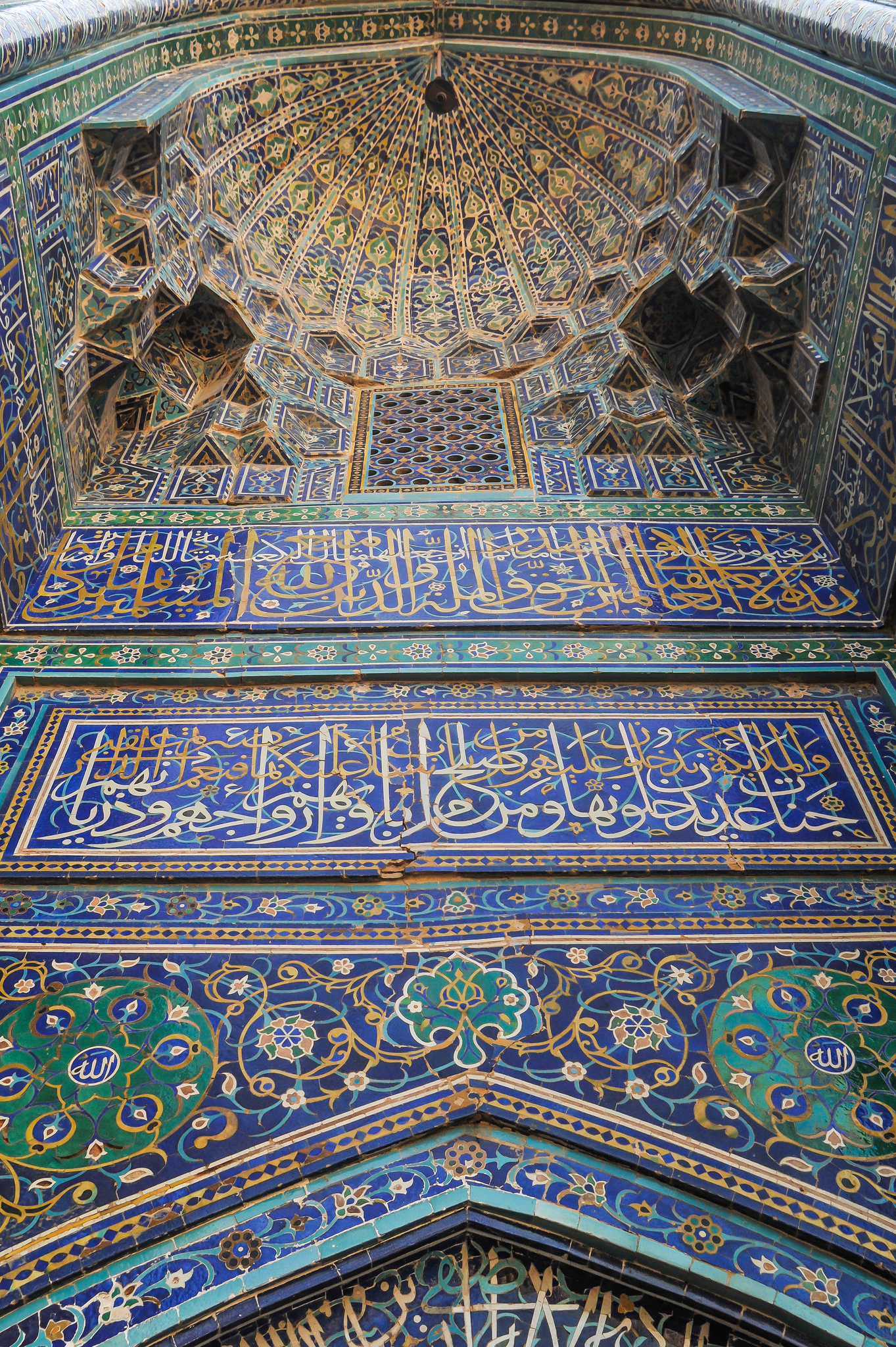
نمونه‌ای از کاشی‌کاری‌های بقعهٔ شیخ صفی‌الدین اردبیلی

سردر اصلی و کاشی‌کاری بقعهٔ شیخ صفی‌الدین تا سال ۱۳۲۱ خورشیدی در ضلع شمالی میدان فعلی عالی‌قاپو قرار داشته که در آن سال بقایای سردر به دستور اداره کل باستان‌شناسی برداشته شد و کاشی‌های معرق آن فعلاً در انبار بقعه نگهداری می‌شوند. سردر یادشده در زمان شاه عباس دوم برای بقعه ساخته شد و زیر نظر اسماعیل نقاش اردبیلی در سال ۱۰۵۷ به اتمام رسید. در حال حاضر هیچ‌گونه آثاری از این سردر مشهود نیست. امروزه از ضلع خاوری میدان عالی‌قاپو با گذشتن از در چوبی بزرگ وارد حیاط مشجر مستطیل بقعه به ابعاد ۹۲*۵/۲۶ متر می‌شوند. دور تا دور این حیاط با دیوارهای آجری که از روی ازاره سنگی و به‌صورت طاق‌نما ساخته شده محصور گشته است. ضلع خاوری حیاط یادشده با دری به ابعاد ۱۴۵۰*۵۷۰ سانتی‌متر غیر مسقف باز می‌شود. این راهرو بینابین حیاط بزرگ مشجر و صحن اصلی قرار دارد. راهروی مذکور با دری در ضلع شمالی به محوطه شهیدگاه و در ضلع جنوبی به محوطه‌ای معروف به «چله‌خانه» یا قربان‌گاه مرتبط می‌شود که در سال‌های اخیر، درِ مشرف به شهیدگاه مسدود شده است. دیوارهای جانبی این راهرو دارای طاق‌نمای کاشی‌کاری بوده که به مرور زمان ریخته و اکنون قسمتی از آن بازسازی شده است. راهروی مذکور، با گذشتن از محوطهٔ کوچک درگاه سنگی به صحن اصلی متصل می‌شود. صحن اصلی حیاطی است مستطیل‌شکل به ابعاد ۴۰/۳۰*۱۰/۱۶ متر مفروش با سنگ‌های صاف که حوضی در وسط آن قرار دارد. در گذشته در وسط این حوض چاه آبی بوده است که با استفاده از سطل و طناب برای وضو گرفتن از آن استفاده می‌شده است. این چاه در حال حاضر مسدود شده است. از جمله اشیای نفیس بقعهٔ شیخ صفی، «فرش» مشهور اردبیل است که در حال حاضر در موزهٔ ویکتوریا و آلبرت لندن نگهداری می‌شود.

## مسجد جنت‌سرا شیخ صفی
در سمت چپ سرسرای ورودی، مسجد جنت‌سرا قرار گرفته. جنت‌سرا به‌صورت فضای هشت‌ضلعی طراحی شده و فاقد محراب مسجد است. چنین به‌نظر می‌رسد که فضای جنت‌سرا بیشتر برای انجام مراسم صوفیانه و گرفتن مجالس سماع عارفانه بوده و سنگ میدان یا «میدان داشی» آن هنوز در مجموعهٔ بقعهٔ شیخ صفی‌الدین موجود است. مسجد جنت‌سرا در گذشتهٔ دور دارای سقف گنبدی بوده که پس از فروریختن در دوره قاجاریه، سقفی چوبی و مسطح روی آن ایجاد شد که بر ۱۶ ستون چوبی استوار شده است. مسجد جنت‌سرا از نمای بیرونی مشرف به صحن داخلی سرسرای عظیمی است که در مقابل آن پنجرهٔ مشبک گره‌چینی نصب شده و در دو سمت آن دو نیم‌قوس در ورودی اتاق متولی قرار گرفته است.

## قندیل‌خانه
این بخش در حقیقت قسمت اصلی بناست و دقیقاً روبه‌روی سرسرای ورودی در دو طبقه قرار گرفته است. پنج پنجرهٔ چوبی در طبقهٔ بالایی و پنج پنجره در زیر آن وجود دارد. کاربری آن در واقع بعنوان نمازخانه و یا محلی برای برگزاری نشست و تفسیر قرآن بوده است که توسط شاه اسماعیل یکم ایجاد و در عصر قاجار باسازی شد.

## چینی‌خانه
چینی‌خانه در قسمت خاوری قندیل‌خانه یا رواق اصلی قرار گرفته که با دو ورودی باریک با دارالحفاظ ارتباط می‌یابد. ساختمان چینی‌خانه دارای چهار شاه‌نشین و دارای طاق‌نماهای مقرنس گچی است که روی آن نقاشی و طلاکاری شده است. این مکان در دورهٔ صفویان محل نگهداری ظروف طلا، نقره و ظروف سفارشی شاه عباس یکم از کشور چین بوده است.

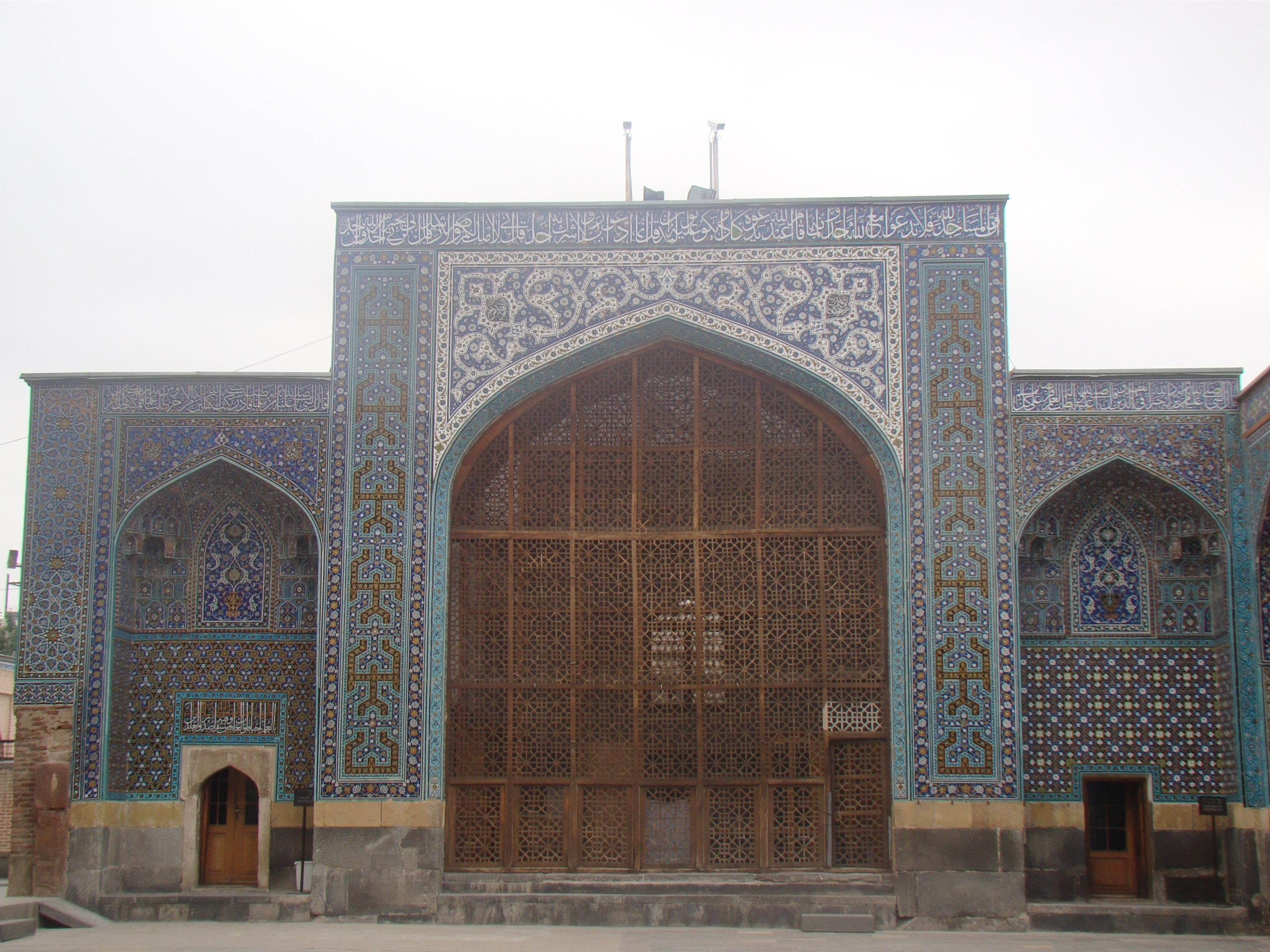

## پناهگاه

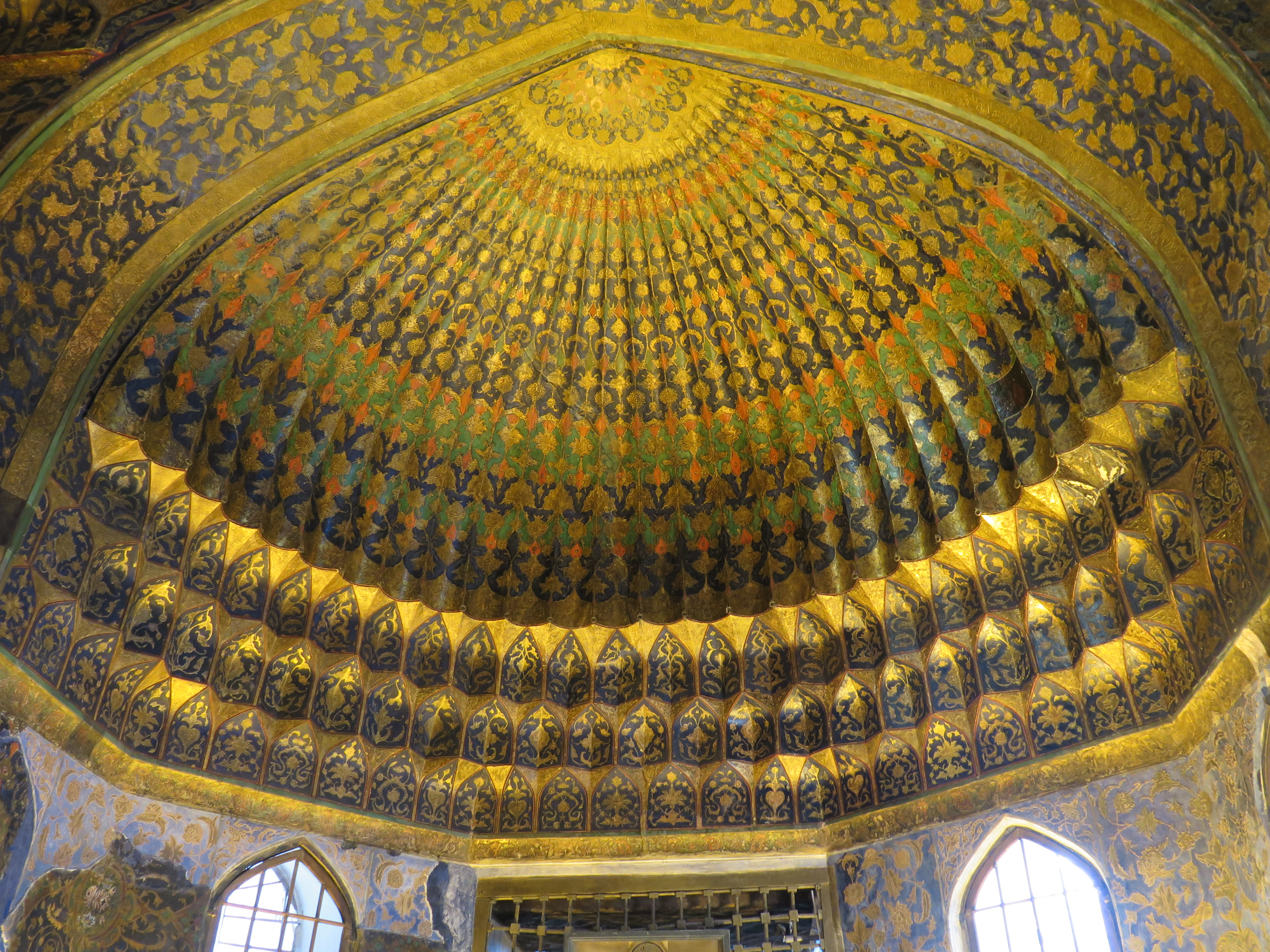

مقبرهٔ شیخ صفی‌الدین اردبیلی در عهد صفوی مکانی مقدس به‌شمار می‌رفت و حکم بست و پناهگاه داشت. کسانی که در آن‌جا متحصن می‌شدند حتی اگر از جانب شاه محکوم به اعدام بودند، جانشان در امان بود؛ مثلاً سلطان حسین‌خان شاملو برای حفظ جانش از دست اسماعیل قلی‌بیگ شاملو به این آرامگاه پناه برد.

## کتابخانه
در پی عهدنامه ترکمانچای در سال ۱۲۰۶ خورشیدی، ایران پذیرفت تا تمامی نسخه‌های خطی کتابخانهٔ شیخ صفی‌الدین اردبیلی که در آرامگاه قرار داشتند، به‌عنوان بخشی از غرامت‌های روسیه، ضبط و به آن کشور منتقل شوند.

## بخش‌های مجموعه

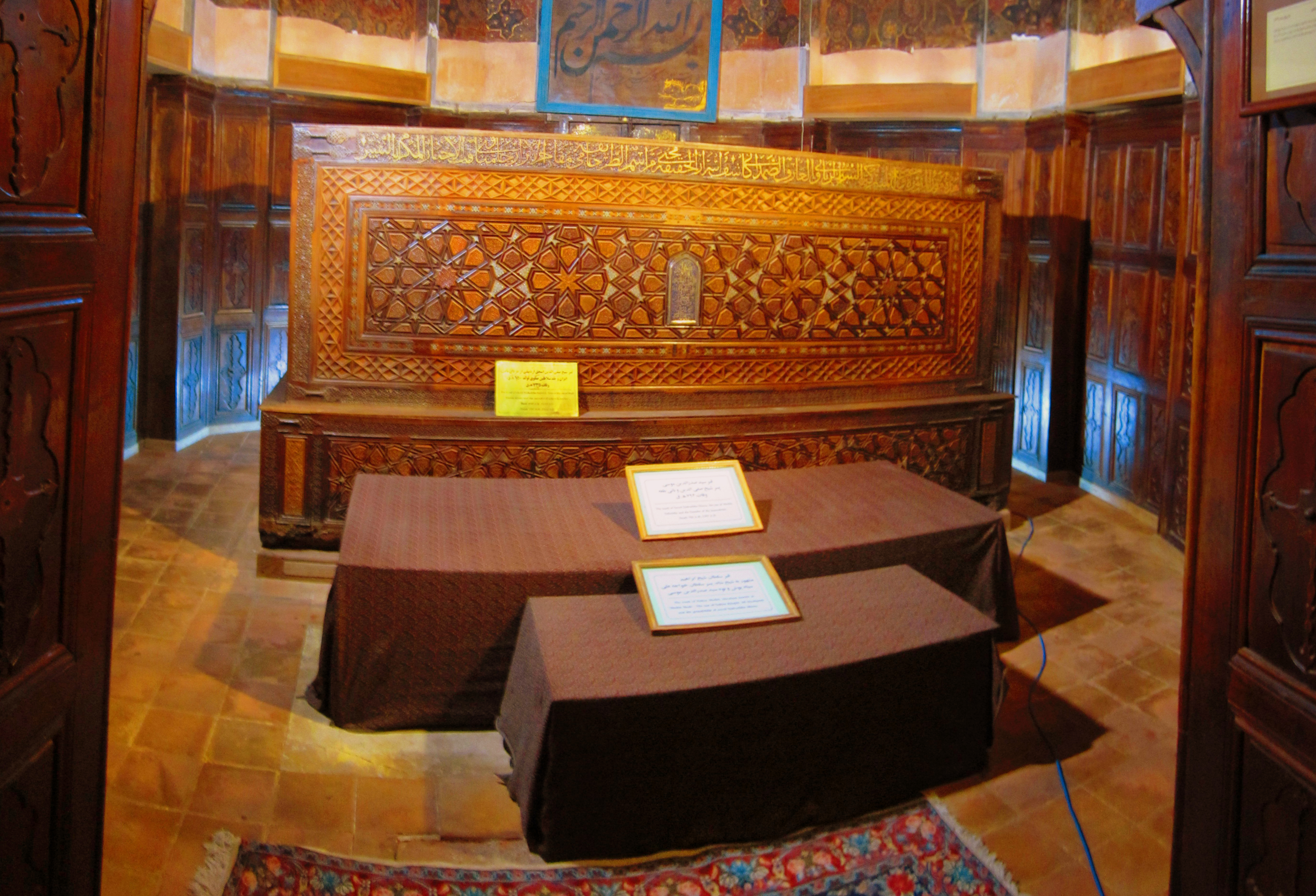
قبر اول از پشت: شیخ صفی‌الدین - قبر دوم: صدرالدین موسی پسر شیخ صفی‌الدین - قبر سوم: شیخ ابراهیم پسر خواجه علی سیاهپوش، پسر شیخ صدرالدین موسی

مقبرهٔ شاه اسماعیل- بقعهٔ شیخ صفی‌الدین اردبیلی

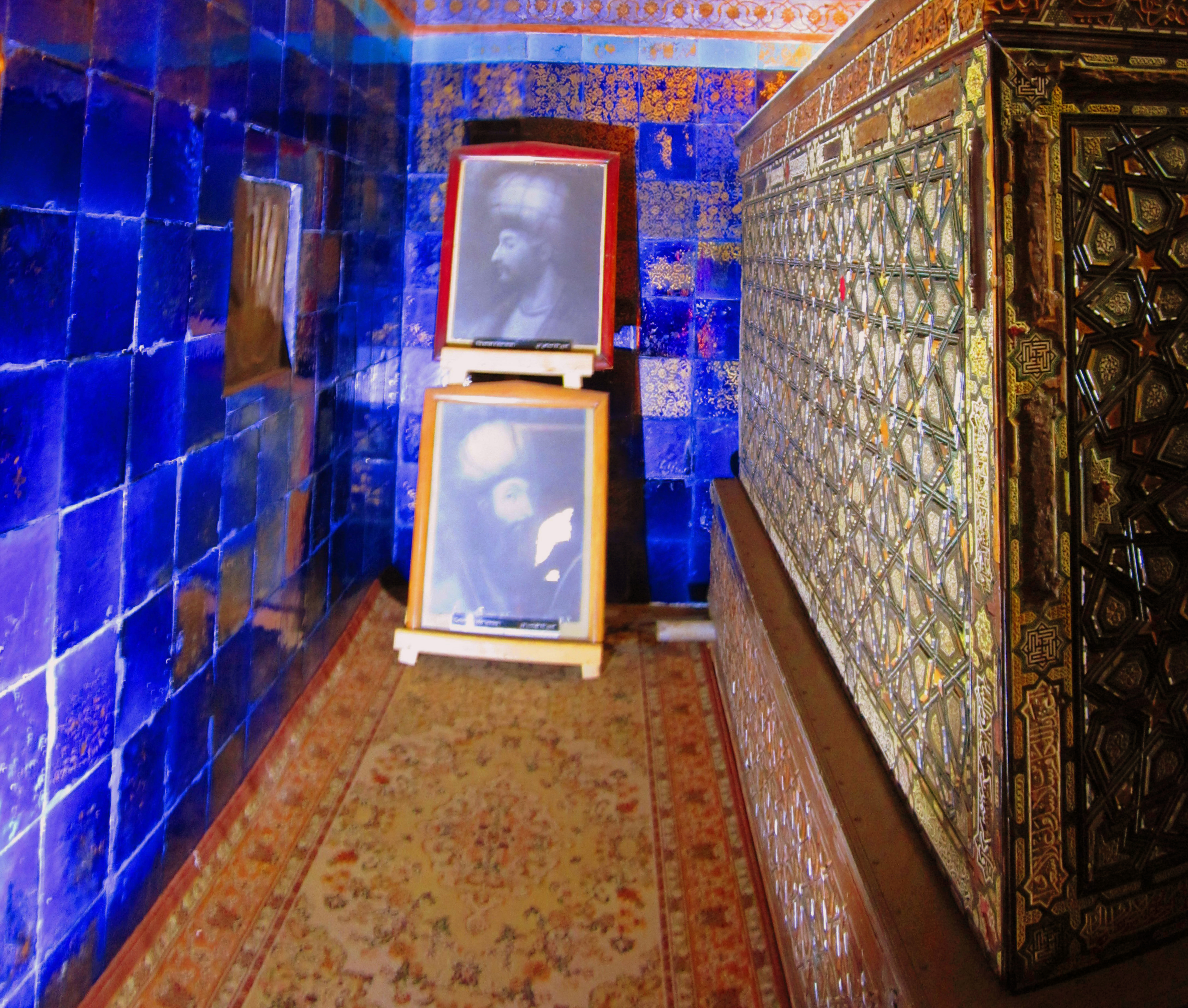
مقبرهٔ شاه اسماعیل در زادگاه خود اردبیل، بقعهٔ شیخ صفی الدین اردبیلی

آن‌گونه که بیوک جامعی به نقل از کتاب «صریح‌الملک» عنوان کرده است، بخش‌های مختف بقعهٔ شیخ صفی‌الدین عبارت‌اند از:
1. حرم و دارالحفاظ
2. مقبرهٔ شاهزادگان در جانب شرقی دارالحفاظ
3. ایوان بزرگ رو به قبله دارالحدیث که از آثار دوران شاه اسماعیل یکم بوده و در دو جانب غربی و شرقی، مقبره‌های مسقفی از اولاد و مشایخ صوفیه قرار داشته است.
4. چله‌خانه‌های قدیم و جدید و محل جلوس شیخ صفی‌الدین.
5. مقبرهٔ مادر شاه اسماعیل (دختر اوزون حسن آق‌قویونلو)
6. مقصوره‌ای در برابر ایوان دارالحدیث
7. محوطهٔ شهیدگاه در شمال گنبد دارالحدیث
8. محل جلوس شیخ صدرالدین موسی
9. حجرهها که از چهل عدد بیشتر بوده
10. صفه‌مزارهای برخی از امیران و سران خاندان صفوی
11. نانواخانه یا آشپزخانه
12. دیگ‌خانه و حجره‌های متعلق به آن و ایاغ‌خانه
13. حجرهٔ رو به مزار شیخ صفی‌الدین که آرامگاه مشایخ صوفیه بوده است.
14. شربت‌خانه در کنار چشمهٔ آبی مشتمل بر حوض و محل پختن حلواها و شیرینی‌ها
15. خونچه‌خانه و انبار با حجره‌های بالایی و پایینی
16. دفترخانه شامل دهلیز، خانه و محوطه‌ای میان شربت‌خانه و خونچه‌خانه
17. نقاره‌خانه که زیر سقف آن سقاخانه بوده و در پشت آن حمام و برخی خانه‌های متعلقه قرار دارد.
18. هیمه‌خانه و زمینی در اطراف آن
19. فضای بیرون در آستانه که در مقابل آن کوچه و دکان‌ها قرار داشت

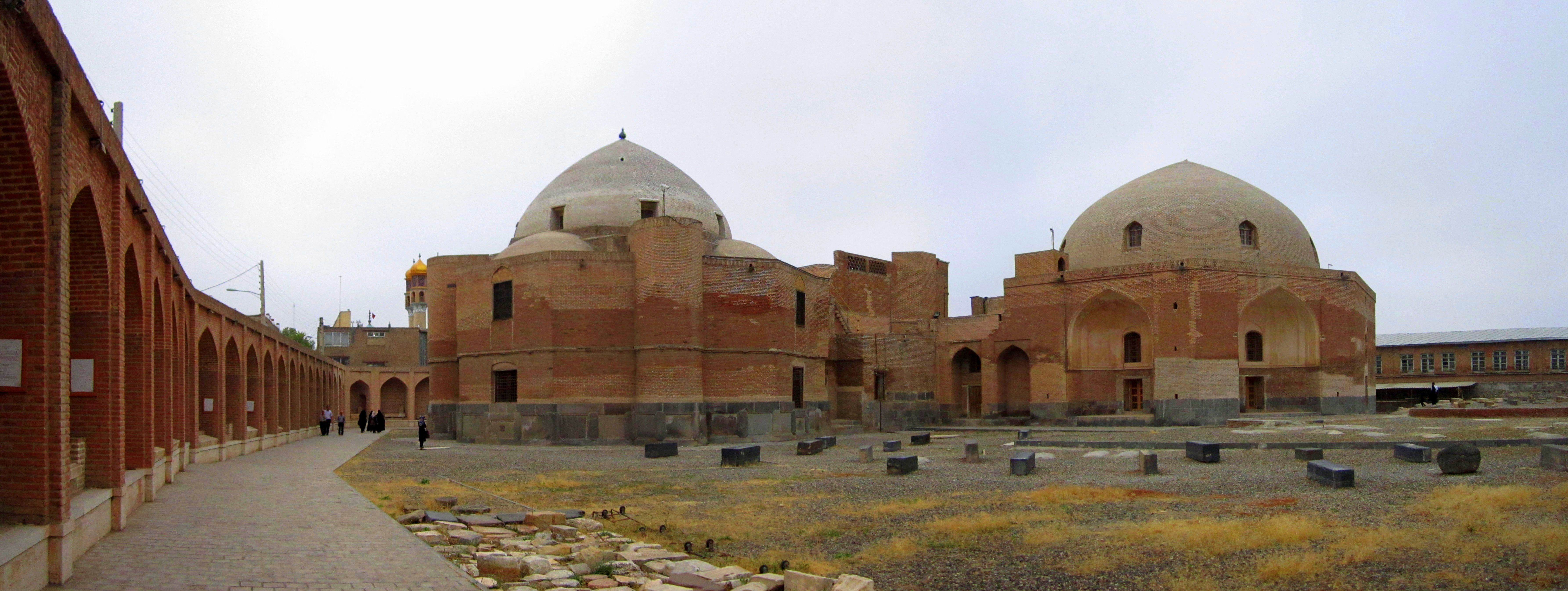
سراسرنمایی از آرامگاه کشته‌شدگان جنگ چالدران

20. کتابخانه